# Henrik Cavalli
Per Axel Henrik Cavalli (i riksdagen kallad Cavalli i Malmö), född 31 maj 1852 i Agunnaryd i Kronobergs län, död 9 april 1918 i Stockholm, var en svensk ämbetsman och politiker.
Cavalli avlade examen till rättegångsverken 1873 och blev därefter 1876 länsbokhållare i Malmöhus län, där han var landskamrerare 1882–1905. Cavalli var 1881–1911 kamrerare hos Malmöhus läns landsting och 1888–1889 statsrevisor. Han var ledamot av första kammaren 1890–1917, invald i Malmöhus läns valkrets. Han var också ledamot i Bevillningsutskottet 1891–1910, från 1894 som dess ordförande. Åren 1904–1916 var Cavalli även Riksgäldsfullmäktiges ordförande.
Cavallis främsta insats gjordes i bevillningsutskottet, där han i många år var den ledande kraften. Han var en övertygad protektionist och bidrog i hög grad till tullskyddssystemets utformande i Sverige. Han var även en framgångsrik privatekonom och satt i ett stort antal bolagsstyrelser.
Cavalli lämnade 1917 kammaren, där han anslutit sig till Nationella partiet. I maj 1916 avgick han som riksgäldsfullmäktig. Han testamenterade 200 000 kronor till understödsfonder åt änkor och barn efter civila och militära tjänstemän, 50 000 kronor till Malmöhus läns landsting för skogsodlingen inom länet, 20 000 kronor till stipendier vid Lunds universitet och 90 000 kronor för välgörande ändamål.